# Ministre de Despesa Pública i Reforma

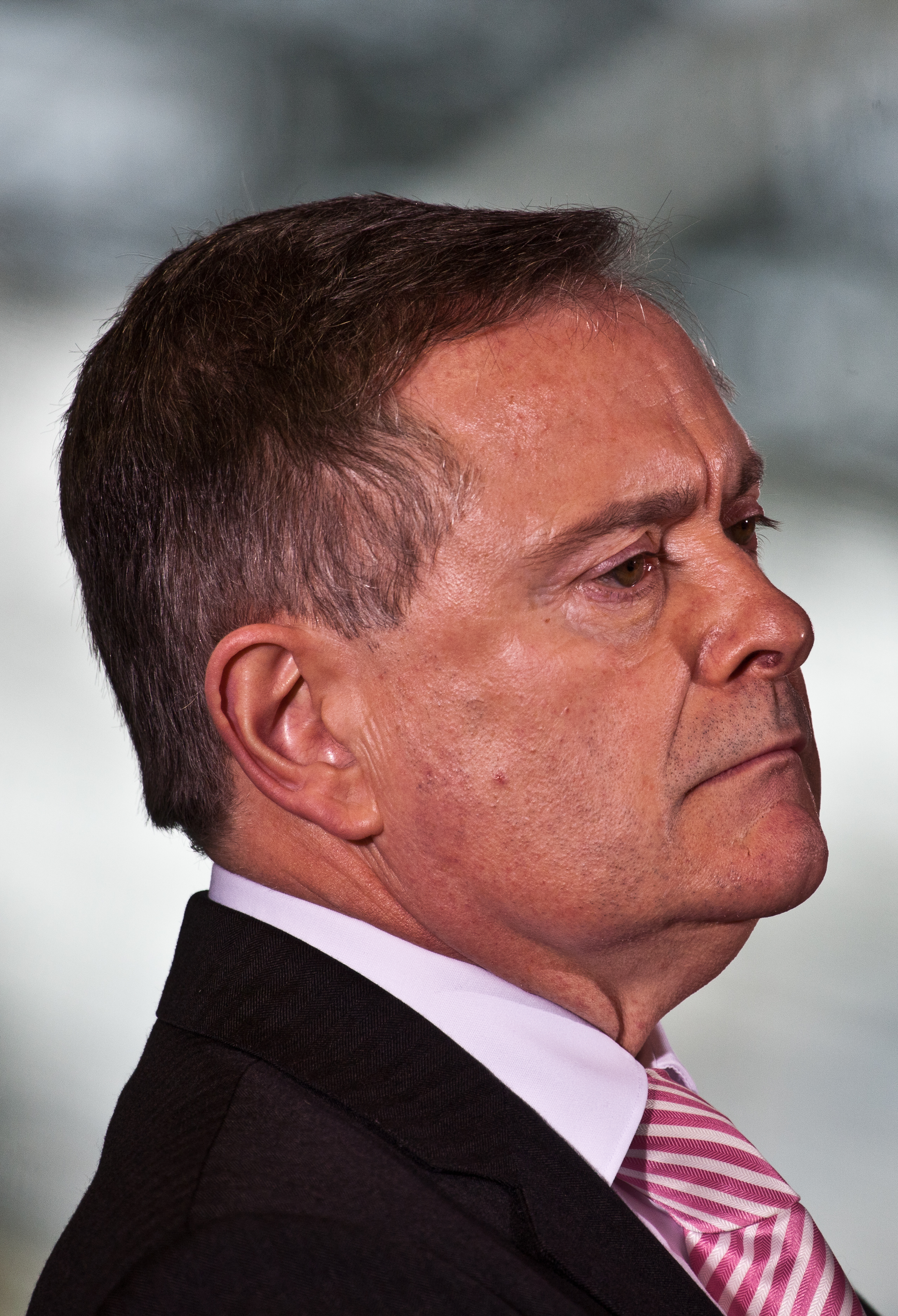
Brendan Howlin

El Ministre de Despesa Pública i Reforma (gaèlic irlandès An tAire Caiteachais Phoiblí agus Athchóirithe) és el principal ministre del Departament de Despesa Pública i Reforma al Govern d'Irlanda.
L'actual Ministre de Despesa Pública i Reforma és Brendan Howlin, TD. És assistit per:
- Brian Hayes, TD – Ministre d'Estat per a la Reforma del Servei Públic i l'Office of Public Works

El departament és responsable de la Despesa Pública i Reforma. Fou creat en març de 2011 prenent algunes funcions del Departament de Finances.

## Ministres de Despesa Pública i Reforma 2011-present
| Núm. | Nom            | Mandat            | Mandat       | Partit | Partit       |
| ---- | -------------- | ----------------- | ------------ | ------ | ------------ |
| 1.   | Brendan Howlin | 9 de març de 2011 | en el càrrec |        | Labour Party |